# Characidium borellii
Characidium borellii es una especie de peces de la familia Crenuchidae en el orden de los Characiformes.

## Morfología
Los machos pueden llegar alcanzar los 6,6 cm de longitud total.
- Número de  vértebras: 37.[1]

## Hábitat
Vive en zonas de clima tropical.

## Distribución geográfica
Se encuentran en Sudamérica: afluentes  andinos de la  cuenca del río Paraná en el noroeste de   Argentina.